# Piethen
Piethen este o comună în Saxonia-Anhalt, Germania